# 통러우조우
통러우조우(중국어: 同乐五洲)는 중국 CCTV(중국중앙방송)-4에서 방송되고 있는 프로그램으로, 베이징에 거주하는 외국인들의 시각을 통해 문화 차이와 중국 생활에 대한 화제를 중심으로 진행되었다가 2007년도부터 노래자랑 프로그램으로 변경되었다. 대한민국에는 《뷰티풀 세상공감》이라는 제목으로 중화TV에서 방송되었다. CCTV-4가 국제방송이기 때문에, 아시아판, 유럽판, 미주판등으로 시간대가 나뉘어 방송되었다.

## 출연 멤버
여기서 서양계 멤버들은 중국식 한자 발음을 그대로 취한다. 원래의 발음이 확인될 경우 본국의 발음으로 한다.
- 대한민국 박진석
- 대한민국 이소연
- 프랑스 주리안
- 프랑스 루밍
- 일본 무토 미유키
- 일본 쿠메 타카시
- 스페인 지안눠
- 카메룬 보메이
- 미국 다니엘

## 같이 보기
- 아이치테루